# Torchiara
Torchiara es una comune italiana de la provincia de Salerno, región de Campania. Tiene una población estimada, a fines de noviembre de 2021, de 1811 habitantes.

## Evolución demográfica
| Gráfica de evolución demográfica de Torchiara entre 1861 y 2021 |
|                                                                 |
| Fuente ISTAT - elaboración gráfica de Wikipedia                 |